# Mark Edward Brennan
Mark Edward Brennan (Boston, 6 febbraio 1947) è un vescovo cattolico statunitense, dal 23 luglio 2019 vescovo di Wheeling-Charleston.

## Biografia
Mark Edward Brennan è nato a Boston, nel Massachusetts, il 6 febbraio 1947 da Edward Charles Brennan e Regina Claire Lonsway.

### Formazione e ministero sacerdotale
Ha frequentato la Saint Anthony's High School a Washington. Nel 1969 ha ottenuto il Bachelor of Arts in storia presso l'Università Brown a Providence. Ha compiuto gli studi per il sacerdozio presso il seminario "Cristo Re" ad Albany dal 1969 al 1970 e il Pontificio collegio americano del Nord a Roma. Ha conseguito il baccalaureato nel 1972 e il Master of Arts nel 1974 in teologia presso la Pontificia Università Gregoriana.
Il 15 maggio 1976 è stato ordinato presbitero per l'arcidiocesi di Washington da monsignor William Wakefield Baum. In seguito è stato vicario parrocchiale della parrocchia di Nostra Signora della Misericordia dal 1976 al 1981 e della parrocchia di San Pio X a Bowie dal 1981 al 1985. Successivamente, si è dedicato a periodo di studi ispanici nella Repubblica Dominicana e in Colombia dal 1985 al 1986. Tornato in patria è stato vicario parrocchiale della parrocchia di San Bartolomeo a Bethesda dal 1986 al 1988; incaricato della pastorale della comunità ispanica della stessa parrocchia dal 1988 al 1989; direttore delle vocazioni sacerdotali e dei programmi sacerdotali per l'arcidiocesi di Washington dal 1988 al 1998; amministratore parrocchiale della parrocchia di Nostra Signora a Medley's Neck nel 1990 e della parrocchia di Sant'Andrea Kim a Olney nel 1990; parroco della parrocchia di San Tommaso a a Bethesda dal 1998 al 2003; vicario foraneo del decanato Nord-Ovest dal 2002 al 2005 e parroco della parrocchia di San Martino di Tours a Gaithersburg dal 2003 al 2017.
È stato membro del consiglio presbiterale dal 1978 al 1981 e dal 2009 al 2015 e del collegio dei consultori dal 1998 al 2001 e dal 2011 al 2016 e avvocato del tribunale metropolitano dell'arcidiocesi di Washington nel 2006.
Nel 2005 è stato nominato cappellano di Sua Santità.

### Ministero episcopale

Stemma di monsignor Brennan come vescovo ausiliare di Baltimora.

Il 5 dicembre 2016 papa Francesco lo ha nominato vescovo ausiliare di Baltimora e titolare di Rusubisir. Ha ricevuto l'ordinazione episcopale il 19 gennaio successivo nella cattedrale di Nostra Regina Maria a Baltimora dall'arcivescovo metropolita di Baltimora William Edward Lori, co-consacranti i cardinali Donald William Wuerl, arcivescovo metropolita di Washington, ed Edwin Frederick O'Brien, gran maestro emerito dell'Ordine equestre del Santo Sepolcro di Gerusalemme.
Ha prestato servizio come vicario episcopale per il settore Est, composto da tre contee, e ha accompagnato le comunità ispaniche dell'arcidiocesi.
Il 23 luglio 2019 papa Francesco lo ha nominato vescovo di Wheeling-Charleston. È succeduto a monsignor Michael Joseph Bransfield, sotto indagine per molestie sessuali su seminaristi maggiorenni e malversazioni finanziarie. Ha preso possesso della diocesi il 22 agosto successivo con una cerimonia nella cattedrale di San Giuseppe a Wheeling.
Nel dicembre del 2019 ha compiuto la visita ad limina.

## Genealogia episcopale
La genealogia episcopale è:
- Cardinale Scipione Rebiba
- Cardinale Giulio Antonio Santori
- Cardinale Girolamo Bernerio, O.P.
- Arcivescovo Galeazzo Sanvitale
- Cardinale Ludovico Ludovisi
- Cardinale Luigi Caetani
- Cardinale Ulderico Carpegna
- Cardinale Paluzzo Paluzzi Altieri degli Albertoni
- Papa Benedetto XIII
- Papa Benedetto XIV
- Papa Clemente XIII
- Cardinale Marcantonio Colonna
- Cardinale Giacinto Sigismondo Gerdil, B.
- Cardinale Giulio Maria della Somaglia
- Cardinale Carlo Odescalchi, S.I.
- Cardinale Costantino Patrizi Naro
- Cardinale Lucido Maria Parocchi
- Papa Pio X
- Cardinale Gaetano De Lai
- Cardinale Raffaele Carlo Rossi, O.C.D.
- Cardinale Amleto Giovanni Cicognani
- Cardinale John Francis Dearden
- Cardinale James Aloysius Hickey
- Arcivescovo William Edward Lori
- Vescovo Mark Edward Brennan

## Araldica
| Stemma | Titolare                                           | Descrizione |
|        | Mark Edward Brennan Vescovo di Wheeling-Charleston | Partito cucito: al primo troncato cucito al primo di rosso e al secondo scaglionato d'argento e di verde col capo contrappuntato di rosso, al giglio d'oro attraversante sulla troncatura; al secondo d'azzurro allo scudetto d'oro, caricato da una M maiuscola del campo, accompagnato in capo da due corone d'oro e in punta dal capo di leone rivoltato dello stesso. Ornamenti esteriori da vescovo. Motto: "Living the truth in love". |